# 化粧なんて似合わない
「化粧なんて似合わない」（けしょうなんてにあわない）は、1982年10月5日にリリースされた岩崎良美の11枚目のシングル。発売元はキャニオンレコード。

## 概要
A面曲「化粧なんて似合わない」は、岩崎本人が曲の作者である尾崎亜美に自分の書いた詩のようなものを電話で聞いてもらって出来た曲。「だから、曲があがってきた時は凄く嬉しかった。」と感想を残している。またB面曲「恋・あなただけに」も大好きと話しており、本人お気に入りのシングルの一枚となっている。

## 収録曲
1. 化粧なんて似合わない（4分14秒）
作詞・作曲：尾崎亜美 / 編曲：鈴木茂
2. 恋・あなただけに（3分27秒）
作詞・作曲：大貫妙子 / 編曲：清水信之